# Keszthelyi Vivien
Keszthelyi Vivien (Debrecen, 2000. december 7. –) háromszoros túraautó bajnok autóversenyző, az Audi Sport Racing Academy tagja. Minden idők legfiatalabb női versenyzője a nemzetközi GT4-es bajnokságok történetében, aki dobogós helyen zárta a szezont.
Professzionális karrierjét 2014-ben az FIA Swift Cup Europe sorozatban kezdte, és az ott eltöltött két sikeres szezon eredményeképpen, 2015 őszétől már az Audi Sport Racing Academy egyetlen női és egyben legfiatalabb tagja lett, amivel a magyar autósport történetének első gyári kötődésű pilótájává vált. Élete első bajnoki címeit egy Audi TT volánja mögött nyerte 2016-ban a Közép-Európai Zóna Túraautó Bajnokságban, ahol –15 évesen – sprint (rövid táv) illetve endurance (hosszú táv) kategóriában is magyar bajnok lett.
2017-ben, az Audi TT Cup versenysorozatán az abszolút összetett tabella 2. helyen végzett, ezzel ő lett minden idők legfiatalabb női versenyzője a nemzetközi GT4-es bajnokságok történetében, aki dobogós helyen zárta a szezont. 2018-ban az Audi R8-kupában elért Rookie bajnoki címe mellett az abszolút tabellán megszerzett ezüstérmével ő lett minden idők legfiatalabb női autóversenyzője a nemzetközi GT4-es (nagytúraautó) bajnokságok történetében, aki dobogós helyen zárta a szezont. 2019-ben a  FIA által hitelesített ázsiai F3-as téli bajnokságban, valamint az újonnan induló W Seriesben versenyzett. Az év során elért eredményeivel, az első Forma-3-as szezonban gyűjtött pontok tekintetében ő lett a  magyar autósport történetének legeredményesebb pilótája a kategóriában.

## Pályafutása

### Kezdetek
Négy éves kora óta érdeklődik az autók iránt, saját bevallása szerint babák helyett már akkoriban is elektromos dzsippel játszott. 12 évesen kilátogatott a Red Bull Ringre, ahol életében először tekintett meg versenyt élőben. Akkor és ott véglegesen elhatározta, hogy az autóversenyzéssel szeretne foglalkozni. Kivételes tehetségéhez társuló kitartása és rátermettsége révén a magyar versenyző fiatal kora ellenére a felnőtt mezőnyben is sorra vette az akadályokat.

### 2014: A külön engedély
Az FIA Swift Cup Europe sorozatában fiatal korára tekintettel a nemzetközi versenyeken csak külön engedéllyel indulhatott. A junior kategóriában 3., az abszolút felnőtt mezőnyben pedig a 6. helyen végzett az összesítésben. Kiemelkedő eredményeit látva, a Swift Cup Austria promótere egyedüli magyar versenyzőként hívta meg az osztrák sorozat egyik futamára, ahol a felnőtt férfi mezőnyben elért előkelő 4. helyezésével ismét bizonyította vitathatatlan tehetségét.

### 2015: A fejlődés útján
Második szezonjában az FIA Swift Cup Europe-ban az abszolút 3., junior 2., valamint a női kategória 1. helyén végzett.

### 2016: Kétszeres magyar felnőtt túraautó bajnok
A benne rejlő potenciál a 2016-ban induló Audi Sport Racing Academy érdeklődését is felkeltette. A sikeres németországi teszteket követően egyedüli hölgyként került be azon három versenyző közé, akit a tehetségképző kiválasztott az Audi Sport gyári támogatott akadémistái közé. Ezzel hatalmasat lépett előre és 15 éves korától a magyar autósport első gyári nevelésű pilótájaként folytatta pályafutását.
Kategóriát váltott és korai sikereihez fűződő autóját lecserélve egy 350 lóerős Audi TT volánja mögött indult el az FIA Central European Zone Túraautó-bajnokságban. Nem kellett sokat várni az újabb sikerre, rögtön az első szezonjának végén a sprint (rövid táv) és az endurance (hosszú táv) kategóriában is első lett, így mindössze 15 évesen már kétszeres magyar bajnoknak vallhatta magát.
A szezon záróhétvégéjén pályafutása 60. versenyén a 60. dobogós helyezését, és 25. győzelmét érte el.

### 2017: A nemzetközi sorozatok legfiatalabb magyar pontszerzője
2017-ben az Audi Sport TT Cup versenysorozatán folytatta pályafutását, ahol először tapasztalhatta meg az egyenlő autók közti kiélezett helyzetek kínálta „test-test elleni küzdelmet”. A szezon folyamán rajta kívül álló okok miatt (balesetek, kommunikációs hiba okozta büntetés) 14-ből 7 versenyt tudott befejezni. Ennek ellenére 65 pontot gyűjtve a 13. helyen zárta a bajnokságot, s ezzel a magyar autósport történetének legfiatalabb pontszerzője lett a nemzetközi sorozatok tekintetében.

### 2018: Minden idők legfiatalabb GT4-es dobogósa
A 2018-as idényt már a GT4-es Audi Sport Seyffarth R8 LMS GT Cupban teljesítette, ami abból a szempontból is különleges volt számára, hogy először állt rajthoz hátsókerék-hajtású versenyautóval. Ismételten szintet lépett, hiszen a V10-es 5200 cm³-es motorral rendelkező, közel 500 lóerős autó jóval nagyobb erőt képviselt mint korábbi autói.
A szezon utolsó versenyhétvégéjének utolsó körében bemutatott előzésével a Rookie kategóriában bajnoki címet szerzett, abszolút kategóriában pedig ezüstérmes lett. Ezzel ő lett minden idők legfiatalabb női autóversenyzője a nemzetközi GT4-es (nagy túraautó) kategóriában, aki a szezon befejeztével dobogós helyen végzett.

### 2019: Formula–3 Ázsia bajnokság
2019. január 2-án hivatalossá vált, hogy Keszthelyi a BlackArts Racing versenyzőjeként a FIA által hitelesített Formula–3 Ázsia-bajnokság téli kiírásában áll majd először rajthoz az évben. Az ázsiai bajnokságban való indulással a legfiatalabb és egyben az első női pilóta lett a magyar autósport történetében, aki egy teljes szezon keretein belül eljutott a nemzetközi Forma–3-as kategóriáig. Élete első F3-as sorozatában 9 versenyből ötön szerzett pontot, összesen 13-at, amivel a 13. helyen végzett, s minden idők legfiatalabb, egyben legsikeresebb magyar autóversenyzője lett a kategóriában.

### 2019: W Series
2019-ben még rajthoz állt a kizárólag nőknek indított W Series bajnokságon, amely szintén a Formula–3-as géposztályra alapszik. 100 versenyző közül választották ki azt a 18-at, aki a sorozaton indulhat. Két forduló után a Top28-ba került. Az utolsó kvalifikációs fordulóra 2019 március végén került sor. A válogatót követően a sorozat bejelentette a rajtrácsot kiérdemlők listáját, melyből kiderült, hogy a 18 éves magyar pilóta a W Series hivatalos, szerződtetett tesztpilótájaként és tartalékversenyzőjeként folytatja pályafutását a 2019-es idényben, így ő lett a mezőny egyik legfiatalabb tagja.
Emma Kimiläinen sérülése miatt először a zolderi versenyen állhatott rajthoz, azonban a második körben az autójába beleszaladtak, és így kiesett a versenyből. Második versenyén, Misanóban azonban már a 10. helyen ért célba, amellyel megszerezte első pontját. Az évad utolsó futamán, az angliai Brands Hatch versenypályáján ismét rajthoz állhatott. A 17. helyről indulva végül a 14. helyet szerezte meg. A W Series összesített pontversenyében a 17. helyen végzett.
A 2019-es szezonban elért eredményeivel, az első Forma–3-as szezonban gyűjtött pontok tekintetében ő lett a  magyar autósport történetének legeredményesebb pilótája a kategóriában.

### 2020: Szerződés a Carlin csapatához
2020. augusztus 6-án a Carlin Motorsport három évre szóló együttműködési szerződést kötött vele.

### 2021: Euroformula Open
2021-ben az Euroformula Open elnevezésű, Formula–3-as géposztálynak megfelelő bajnokságban áll rajthoz a német Team Motopark csapat színeiben. Portugáliában, az Algarve pályán rendezett első versenyhétvége három futamából, kettőt pontszerző helyen fejezett be. A második fordulóban, a franciaországi Paul Ricard aszfaltcsíkon is sikerült pontot szereznie, majd a következő versenyeken, a belgiumi Spában már mindhárom futamon a legjobb 10-ben végzett, ezzel eddigi legjobb eredményét érte el. Júliusban, hazai pályán, a Hungaroringen ismét két pontot gyűjtött be. A lebonyolítás után nem sokkal, 2021. július 22-én csapata hivatalosan bejelentette, hogy Imolától az FIA Formula–3 bajnokságban is szereplő, cseh Roman Staněk veszi át a helyét.

## Pályán kívül
Pályafutása kezdetétől szem előtt tartja jótékony ügyeket, az évek során folyamatosan növelte társadalmi szerepvállalását:
- így lett az UNICEF Bajnoka,[61]
- valamint a Mosoly Alapítvány sportnagykövete.[62]

Aktív tagja a Dare to be Different elnevezésű világmozgalomnak, melynek alapítója Susie Wolff, a Forma-1-es Mercedes istálló csapatfőnökének, Toto Wolffnak a felesége. A mozgalom célja, hogy minden lehetséges eszközzel és programmal segítse azokat a fiatal hölgyeket, akik az autósportban képzelik el a jövőjüket akár pilótaként, versenymérnökként, vagy csapatfőnökként.
Az emberek mellett az állatok jóléte is központi szerepet tölt be az életében. A WWF-nél egy fehér tigrist és egy pandát fogadott örökbe, ezzel is felhívva a veszélyeztetett állatfajokra a figyelmet.
2017 decemberében elkezdte a helikopter vezetéséhez szükséges szakszolgálati engedély megszerzését, ezzel ő lehet Magyarország történetének legfiatalabb helikopter-pilótája.
2018 októberében az UNICEF magyarországi szervezete kiemelt sajtóesemény keretein belül jelentette be, hogy Keszthelyi Vivient az UNICEF Bajnokának választotta. Vivien, az UNICEF Bajnokaként, a csecsemőhalandóság visszaszorításának fontosságára, valamint a csecsemőkori immunizáció támogatására szeretné felhívni a figyelmet.
Gyakran látogat el más sorozatok, mint például a Blancpain GT Series, vagy az ADAC GT Masters vagy a Formula–1 versenyhétvégéire, és rendszeresen megjelenik az Audi Magyarország által rendezett vagy szponzorált eseményeken.
Bár életének legjelentősebb részét az edzés és a versenyzés köti le, a fennmaradó szabadidejében legszívesebben zongorázik és lovagol.

## Róla írták
„Burkus Egon, a Swift Cup Europe promotere szerint Vivien alig 13 évesen már nagyon érett és tehetséges pilóta.”
„A fiatal lány minden szenvedélyének rendel alá, aminek meg is van az eredménye...Vivien igazi profi, és az sem tántorítja el az autósporttól, hogy szenvedett már komoly balesetet versenyzés közben.”
„Aki a fiúkat is lekörözi.”
"A férfi pilóták között is tekintélyt vívott ki magának. Ám az ambiciózus tini nem elégszik meg ennyivel, az a célja, hogy a világ leggyorsabbja legyen."
„Keszthelyi Vivien 15 évesen a magyar autóversenyzők egyik legjobbika.”
"Csodatini"
Sepp Haider, az Audi tehetséggondozó programjának vezetője: "Vivien lepett meg engem a legjobban, 16 éves kora ellenére elképesztően okos, és hihetetlenül nyugodt. Tökéletesen uralja az Audi TT Kupás autóját."

## Eredményei

### FIA Swift-kupa Európa
| Év   | Csapat          | Kategória | 1   | 1   | 2   | 2   | 3   | 3   | 4   | 4   | 5   | 5   | 6   | 6   | 7   | 7   | 7   |     |     |     |     |     |     |     | Helyezés |
| Év   | Csapat          | Kategória | HUN | HUN | SVK | SVK | AUT | AUT | HUN | HUN | AUT | AUT | SVK | SVK | HUN | HUN | HUN |     |     |     |     |     |     |     | Helyezés |
| ---- | --------------- | --------- | --- | --- | --- | --- | --- | --- | --- | --- | --- | --- | --- | --- | --- | --- | --- | --- | --- | --- | --- | --- | --- | --- | -------- |
| 2014 | OXXO Motorsport | Abszolút  | 3   | KI  | 4   | 7   | 5   | 3   | 6   | 2   | NI  | NI  | 2   | 4   | 4   | 4   | KI  |     |     |     |     |     |     |     | 6.       |
| 2014 | OXXO Motorsport | Junior    | 2   | KI  | 1   | 3   | 2   | 2   | 2   | 1   | NI  | NI  | 1   | 2   | 3   | 3   | KI  | 3.  |     |     |     |     |     |     |          |
| 2014 | OXXO Motorsport | Ladies    | 1   | KI  | 1   | 2   | 1   | 1   | 1   | 1   | NI  | NI  | 1   | 1   | 1   | 1   | KI  | 1.  |     |     |     |     |     |     |          |
|      |                 |           |     |     |     |     |     |     |     |     |     |     |     |     |     |     |     |     |     |     |     |     |     |     |          |
| Év   | Csapat          | Kategória | 1   | 1   | 2   | 2   | 2   | 3   | 3   | 4   | 4   | 5   | 5   | 5   | 6   | 6   | 7   | 7   | 7   | 8   | 8   | 8   | 9   | 9   | Helyezés |
| Év   | Csapat          | Kategória | HUN | HUN | AUT | AUT | AUT | SVK | SVK | AUT | AUT | HUN | HUN | HUN | SVK | SVK | HUN | HUN | HUN | HUN | HUN | HUN | AUT | AUT | Helyezés |
| 2015 | OXXO Motorsport | Abszolút  | 11  | 7   | 3   | KI  | KI  | 2   | 2   | KI  | 5   | 3   | 1   | 3   | T   | T   | 1   | 5   | 5   | 2   | 2   | 3   | 4   | 5   | 3.       |
| 2015 | OXXO Motorsport | Junior    | 4   | 3   | 2   | KI  | KI  | 1   | 1   | KI  | 2   | 2   | 1   | 2   | T   | T   | 1   | 2   | 1   | 2   | 1   | 2   | 2   | 2   | 2.       |
| 2015 | OXXO Motorsport | Ladies    | 3   | 2   | 1   | KI  | KI  | 1   | 1   | KI  | 1   | 1   | 1   | 1   | T   | T   | 1   | 1   | 1   | 1   | 1   | 1   | 1   | 1   | 1.       |

KI = kiesett | T = törölt futam | NI = nem indult

### FIA Közép-európai Zóna túraautó-bajnokság
| Év   | Csapat   | Kategória    | 1   | 1   | 2   | 2   | 2   | 3   | 3   | 4   | 4   | 5   | 5   | 5   | Helyezés |
| Év   | Csapat   | Kategória    | HUN | HUN | HUN | HUN | HUN | SVK | SVK | CZE | CZE | HUN | HUN | HUN | Helyezés |
| ---- | -------- | ------------ | --- | --- | --- | --- | --- | --- | --- | --- | --- | --- | --- | --- | -------- |
| 2016 | Team VRS | OB D-2000    | 2   | 2   | 1   | 1   | 1   | 1   | 1   | 1   | 1   | 1   | 1   | 1   | 1.       |
| 2016 | Team VRS | OB Endurance |     |     |     |     |     | 1   | 1   | 1   | 1   | 1   | 1   | 1   | 1.       |

### Audi Sport TT Cup
| Év   | Csapat   | 1   | 2   | 3   | 4   | 5   | 6   | 7   | 8   | 9   | 10  | 11  | 12  | 13  | 14  | Helyezés | Pontszám |
| Év   | Csapat   | GER | GER | GER | GER | GER | GER | NED | NED | GER | GER | AUT | AUT | GER | GER | Helyezés | Pontszám |
| ---- | -------- | --- | --- | --- | --- | --- | --- | --- | --- | --- | --- | --- | --- | --- | --- | -------- | -------- |
| 2017 | Team VRS | KI  | KI  | KI  | NI  | KI  | 8   | 11  | 12  | 9   | KI  | 10  | KI  | 8   | 12  | 13.      | 65       |

### Audi Sport Seyffarth R8 LMS GT Cup
| Év   | Csapat   | Kategória | 1   | 1   | 2   | 2   | 3   | 3   | 4   | 4   | 5   | 5   | 6   | 6   | Helyezés | Pontszám |
| Év   | Csapat   | Kategória | GER | GER | GER | GER | HUN | HUN | GBR | GBR | ITA | ITA | GER | GER | Helyezés | Pontszám |
| ---- | -------- | --------- | --- | --- | --- | --- | --- | --- | --- | --- | --- | --- | --- | --- | -------- | -------- |
| 2018 | Team VRS | Abszolút  | 3   | 3   | 4   | 4   | 4   | 2   | 7   | 4   | 4   | 6   | 11  | 4   | 2.       | 129      |
| 2018 | Team VRS | Rookie    | 2   | 2   | 3   | 3   | 2   | 1   | 2   | 2   | 2   | 4   | 4   | 3   | 1.       | 154,5    |

### Teljes Formula–3 Ázsia-bajnokság eredménysorozata
(Táblázat értelmezése)

(Félkövér: pole-pozícióból indult; dőlt: leggyorsabb kört futott) 

| Év   | Csapat                | 1       | 2        | 3       | 4       | 5        | 6        | 7        | 8        | 9        | Helyezés | Pont |
| ---- | --------------------- | ------- | -------- | ------- | ------- | -------- | -------- | -------- | -------- | -------- | -------- | ---- |
| 2019 | BlackArts Racing Team | CHA 1 8 | CHA 2 11 | CHA 3 9 | SEP 1 9 | SEP 2 11 | SEP 3 10 | SEP 1 Ki | SEP 2 Ki | SEP 3 10 | 13.      | 13   |

### Teljes W Series eredménylistája
(Táblázat értelmezése)

(Félkövér: pole-pozícióból indult; dőlt: leggyorsabb kört futott) 

| Év   | Csapat | 1   | 2      | 3      | 4      | 5   | 6      | Helyezés | Pont |
| ---- | ------ | --- | ------ | ------ | ------ | --- | ------ | -------- | ---- |
| 2019 |        | HOC | ZOL Ki | MIS 10 | NOR 13 | ASS | BRH 14 | 17.      | 1    |

### Teljes Euroformula Open eredménylistája
(Táblázat értelmezése)

(Félkövér: pole-pozícióból indult; dőlt: leggyorsabb kört futott) 

| Év   | Csapat        | 1        | 2       | 3        | 4        | 5        | 6        | 7       | 8        | 9        | 10       | 11      | 12       | 13    | 14    | 15    | 16    | 17    | 18    | 19    | 20    | 21    | 22    | 23    | 24    | Helyezés | Pont |
| ---- | ------------- | -------- | ------- | -------- | -------- | -------- | -------- | ------- | -------- | -------- | -------- | ------- | -------- | ----- | ----- | ----- | ----- | ----- | ----- | ----- | ----- | ----- | ----- | ----- | ----- | -------- | ---- |
| 2021 | Team Motopark | POR 1 10 | POR 2 9 | POR 3 12 | LEC 1 10 | LEC 2 11 | LEC 3 11 | SPA 1 8 | SPA 2 10 | SPA 3 10 | HUN 1 11 | HUN 2 9 | HUN 3 Ki | IMO 1 | IMO 2 | IMO 3 | RBR 1 | RBR 2 | RBR 3 | MNZ 1 | MNZ 2 | MNZ 3 | CAT 1 | CAT 2 | CAT 3 | 17.*     | 12*  |

* A szezon jelenleg is zajlik.

## Díjai, elismerései
- 2019: Az Év női autóversenyzője[79][80]